# گادبوش
شهر گادبوشدر ایالت مکلنبورگ-فورپومرن در کشور آلمان واقع شده‌است.